# Разнатовский, Иван Митрофанович
Ива́н Митрофа́нович Разнато́вский (укр. Іван Митрофанович Разнатовський; 28 января (10 февраля) 1912, с. Водяное (ныне Каменско-Днепровского района Запорожской область, Украины) — 16 мая 1988, Киев) — советский правовед, доктор юридических наук (1971).

## Биография
В 1935—1936 годах обучался на подготовительном отделении Харьковского коммунистического института советского строительства и права. В 1947 году окончил Харьковский филиал Всесоюзного юридического заочного института, в 1949 году — курсы повышения квалификации руководящих работников прокуратуры СССР (Москва), в 1952 году — Академию общественных наук (Москва).
Трудовую деятельность начал в колхозе, был комсомольским активистом, служил в армии. В 1936—1937 — секретарь комитета ВЛКСМ на Запорожском механическом заводе. С 1937 года руководитель группы инспектуры при Запорожском горисполкоме, с 1938 — районный народный следователь в Запорожье. В 1941—1943 годах работал народным следователем прокуратуры в городе Киселёвск Кемеровской области и городе Лихвин (ныне Чекалин Суворовском районе Тульской области).
После освобождения восточных областей Украины от немецких оккупантов был старшим следователем прокуратуры Сталинской (ныне Донецкой) области. С 1943 года — начальник следственного отдела Запорожской областной прокуратуры.
С 1952 до конца жизни работал в Институте государства и права АН УССР: старшим научным сотрудником, а с 1987 — ведущим научным сотрудником, консультантом отдела истории государства и права.
В 1960-е годы заведовал научной редакцией государства и права Главной редакции Украинской Советской Энциклопедии. Был членом редколлегии и исполнял на протяжении нескольких лет обязанности заместителя главного редактора журнала «Радянське право».

## Научная деятельность
Исследовал проблемы хозяйственно-организаторской функции Советского государства, правовые вопросы планирования и государственного управления промышленностью союзных республик, теоретические и прикладные аспекты совершенствования правового регулирования управления народным хозяйством и хозяйственных отношений.
Один из авторов работ «История государства и права Украинской ССР (1917—1960)» (1961) и «Политическая организация социалистического общества» (1976).
Автор ряда статей в 1-м и 2-м изданиях «Украинской Советской Энциклопедии», «Энциклопедии народного хозяйства Украинской ССР» (1969—1972).

## Основные труды
- «Сельские Советы — органы государственной власти» (1957),
- «Хозяйственно-организаторская деятельность Украинского Советского государства» (1959),
- «Развитие организационно-правовых форм управления промышленностью Украинской ССР» (1965),
- «Управление промышленностью Украинской ССР» (1970),
- «Правовое регулирование планирования народного хозяйства СССР» (1977),
- «Правовое регулирование организации и деятельности республиканских промышленных объединений» (1981),
- «Правовое регулирование управления отраслью промышленности союзной республики» (1984),
- «Правовое регулирование планирования научно-технического прогресса в области промышленности (на материалах Украинской ССР)» (1987).